# DJ D
DJ D, werkelijke naam Diego Buffoni (Bergamo, 5 december 1982) is een Italiaanse dj/producer die voornamelijk hardcore house maakt. DJ D is de A&R-manager van Hardcore Blasters. In dit label maakt DJ D de muziek en kiest de tracks uit die worden uitgebracht. In 2005 maakte DJ D een nummer samen met DJ Outblast genaamd Electro shocking.

## Discografie
| Single                             | Jaar | Label               | Bijzonderheden                             |
| ---------------------------------- | ---- | ------------------- | ------------------------------------------ |
| Inside Myself E.P.                 | 2000 | Hardcore Masters    | Samen met DJ Lux                           |
| Round One: The Fighters Are Coming | 2001 | Hardcore Blasters   | Samen met The Blaster                      |
| Mankind Warning                    | 2002 | Hard Traxx          |                                            |
| X-ploration                        | 2002 | Hardcore Blasters   |                                            |
| DB Area Part 1                     | 2003 | Hardcore Blasters   |                                            |
| Mortal War                         | 2003 | Hardcore Blasters   |                                            |
| Samara                             | 2003 | Hardcore Blasters   | Also released in 2004 @ Hardcore Come Back |
| DB Area - The Album                | 2004 | Hardcore Blasters   |                                            |
| DB Area Part 2                     | 2004 | Hardcore Blasters   |                                            |
| Furious Anger                      | 2005 | Offensive Records   | Samen met Paul Elstak                      |
| Morgan                             | 2005 | Hardcore Blasters   |                                            |
| No Way Out                         | 2005 | Hardcore Blasters   | Samen met Javi Boss                        |
| Solo Part 1                        | 2005 | Hardcore Blasters   |                                            |
| Solo Part 2                        | 2005 | Hardcore Blasters   |                                            |
| Gold : Greatest Oldiez #2          | 2006 | Hardcore Blasters   | Samen met Hellsystem                       |
| The Melody Man (Vinyl)             | 2006 | Hardcore Blasters   |                                            |
| The Melody Man (Album)             | 2006 | Hardcore Blasters   |                                            |
| Beat Is Rocking                    | 2007 | Hardcore Blasters   |                                            |
| Dirty                              | 2007 | Hardcore Blasters   |                                            |
| Fuck Everybody                     | 2007 | Hardcore Blasters   |                                            |
| Gloria                             | 2007 | Hardcore Blasters   |                                            |
| Party Down (MP3 File)              | 2007 | Hardcore Blasters   | Samen met Nitrogenetics & Hellsystem       |
| Party Down (Vinyl)                 | 2007 | Hardcore Blasters   | Samen met Nitrogenetics                    |
| Started To Move                    | 2007 | Hardcore Blasters   | Samen met The Blaster                      |
| Fury                               | 2008 | Hardcore Blasters   | Samen met Hellsystem                       |
| Imagine (When I Found You)         | 2008 | Hardcore Blasters   |                                            |
| Loose Control                      | 2008 | Hardcore Blasters   | Samen met The Viper                        |
| Nephilim                           | 2008 | Hardcore Blasters   | Samen met The Blaster                      |
| Next Soul                          | 2008 | Hardcore Blasters   | Samen met Hellsystem                       |
| Step On Stage                      | 2008 | Hardcore Blasters   | Samen met Hellsystem                       |
| We Get Stop This MF                | 2008 | Hardcore Blasters   |                                            |
| Destiny                            | 2009 | Next Core           | Samen met DJ Piwi                          |
| Dominator 2009                     | 2009 | Masters Of Hardcore | Official Dominator 2009 Anthem             |
| Get It Right EP                    | 2009 | Hardcore Blasters   |                                            |
| Melodic Art EP                     | 2009 | Hardcore Blasters   | Samen met Nitrogenetics                    |
| Something To Fear E.P.             | 2010 | Hardcore Blasters   | Samen met Hellsystem                       |
| Live 4                             | 2010 | Hardcore Blasters   |                                            |